# NAVY BLUE (Charの曲)
NAVY BLUE（ネイビー・ブルー）は、Charの1枚目のシングル。

## 概要
- 記念すべきソロデビューシングルはNSPの天野滋が作詞を担当した。ジャケットの色は楽曲タイトル通りではなく、オレンジ色である。

## 収録曲
1. NAVY BLUE
作詞：天野滋　作曲・編曲：Char
2. SHININ' YOU, SHININ' DAY
作詞・作曲・編曲：Char